# Bildtafel der Verkehrszeichen im Deutschen Reich von 1934 bis 1938
Die Bildtafel der Verkehrszeichen im Deutschen Reich von 1934 bis 1938 zeigt die Verkehrszeichen, wie sie durch die erste Straßenverkehrs-Ordnung des Deutschen Reiches, die Reichs-Straßenverkehrs-Ordnung (RStVO) vom 28. Mai 1934, beschlossen worden sind. Diese StVO trat am 1. Oktober 1934 in Kraft. Neben den Verkehrszeichen der StVO wird hier unter anderem auf straßenverkehrstechnisch relevante Zeichenanordnungen in der Eisenbahn-Bau- und Betriebsordnung (BO) eingegangen.
Die StVO von 1934 war eine vollständige wegweisende Neufassung, der jedoch nur eine kurze Lebensdauer beschieden war. Bereits 1938 wurde sie durch eine weitere Neufassung abgelöst. Ein wesentliches Anliegen der Ordnung von 1934 war in Bezug auf die Verkehrszeichen eine Überarbeitung der nicht einprägsamen und für den Autofahrer schlecht erfassbaren älteren Sperrschilder.

## Farben
Den Verkehrszeichen wurde die Farbkarte RAL 840 B 2 zugrunde gelegt, die seit Juni 1932 eingeführt worden war. Folgende Farbtöne wurden im Farbtonregister 840 B 2 für die Verkehrszeichen festgelegt:
- RAL 6 (rot) – RAL 2002 (Blutorange)
- RAL 24 (gelb) – RAL 2007 (Leuchthellorange)
- RAL 32 h (blau) – RAL 5002 (Ultramarinblau)

Für schwarz und weiß wurde zwar keine Norm festgelegt, doch zur Orientierung darauf hingewiesen, dass die Normfarbe für weiß RAL 1 (RAL 9002 – Grauweiß) und für schwarz RAL 5 (RAL 9005 – Tiefschwarz) ist. Da eine Vielzahl der damaligen Zeichen in emaillierten Ausführungen erschienen, konnte es zu erheblichen Farbabweichungen kommen, da Email erst ab 1940 nach RAL definiert wurde.

## Typographie

Beispiel mit der Fetten Mittelschrift DIN 1451

Die typographische Grundlage bildete das 1931 erstmals vorgelegte Normblatt DIN-Vornorm 1451. Als Empfehlung wurde festgelegt, dass die dort enthaltenen Schriften eine Mindeststrichstärke von sieben Millimeter einhalten sollten. Große Buchstaben hatten dabei nicht unter 50 Millimeter und Kleinbuchstaben nicht unter 35 Millimeter hoch abgebildet zu werden. Ausnahmen von diesen Regelungen wurden auf eigenen Musterblättern beschrieben. Im Jahr 1936 wurde die DIN-Vornorm in fast unveränderter Form zur Norm erklärt.
Da insbesondere typographische Zeichen zur damaligen Zeit oft noch von Schildermalern erstellt wurden, konnte es zu deutlichen Abweichungen im Schriftbild und der Ausprägung einzelner Buchstaben kommen. Dasselbe galt für die Ziffern auf den Verkehrszeichen. Schon die Darstellung im Reichsgesetzblatt weicht hier stark von der DIN 1451 ab.

## Herstellung
Die aufzustellenden Zeichen mussten licht- und wetterbeständig sein. Rückstrahlende, leuchtende und beleuchtete Verkehrszeichen waren erlaubt.

## Signalschau
Ab 1934 war nach einem Runderlaß des Generalinspekteurs für das deutsche Straßenwesen vom 28. November 1934 Der Deutsche Automobil-Club (DDAC) für die Aufstellung der Warn- und Hinweisschilder zuständig geworden. Anschließend hatte eine Überprüfung der Maßnahmen durch den DDAC selbst sowie der Verkehrspolizei und den Baulastträgern zu erfolgen. Ab 1936 mussten dann alle amtlichen Verkehrsschilder durch die zuständigen Behörden regelmäßig überprüft werden. Notwendig war diese als „Signalschau“ bezeichnete Kontrolle durch die stetige Zunahme des Kraftverkehrs geworden. Festgestellt wurden bei dieser Schau die Notwendigkeit, Vorschriftsmäßigkeit, Zweckmäßigkeit und der Zustand der Schilder. Neben den lokalen Polizeibehörden hatten bei dieser Untersuchung die Straßenunterhaltspflichtigen sowie die Vertreter der Verkehrsteilnehmer und damit das Nationalsozialistische Kraftfahrkorps (NSKK) und Der Deutsche Automobil-Club (DDAC) anwesend zu sein.

## A. Verkehrszeichen

### I. Warnzeichen

a Querrinne
b Kurve
c Kreuzung
d Beschrankter Eisenbahnübergang
e Unbeschrankter Eisenbahnübergang
f Allgemeine Gefahrenstelle
g Vorfahrtrecht auf der Hauptstraße achten!

### II. Gebots- und Verbotszeichen

a Sperrzeichen für Fahrzeuge aller Art
b Verbot einer Fahrtrichtung oder Einfahrt
c 1 Sperrzeichen für Kraftwagen
c 2 Sperrzeichen für Krafträder
c 3 Sperrzeichen an Sonn- und Feiertagen
c 4 Sperrzeichen an Sonn- und Feiertagen
c 5 Gebot für Radfahrer, Verbot für alle anderen Verkehrsteilnehmer, den bezeichneten Weg oder Straßenteil zu benutzen
d Sperrzeichen für Fahrzeuge über 5,5 t Gesamtgewicht
e Sperrzeichen für Fahrzeuge über 2 m Breite
f Verbot höherer Geschwindigkeit als 30 km je Stunde
g Halteverbot
h Parkverbot
i 1 Vorgeschriebene Fahrtrichtung: rechts
i 2 Geradeaus
i 3 rechts abbiegen
i 4 Rechts abbiegen oder geradeaus
i 5 Einbahnstraße
k Haltzeichen an Zollstellen

### III. Hinweiszeichen

a Parkplatz
b Vorsichtszeichen
c Hilfsposten

### Ortstafel

d 1 Vorderseite
d 2 Rückseite

### Wegweiser für Fernverkehrsstraßen. Anordnung der Straßennummer oben oder unten ist freigestellt
Im Jahr 1936 wurden die „Fernverkehrsstraßen“ in „Reichsstraßen“ umbenannt.

e 1
e 1

### Sperrschilder für dauernde Sperrungen

### Sperrschilder für Sperrungen an Sonn- und Feiertagen

### Geschwindigkeitsbeschränkung

### Geschwindigkeitsbeschränkung vor Schulen und Krankenhäusern

### Wegweiser für sonstige befestigte Straßen

e 2

### Muster der zusätzlichen Anbringung von Fernverkehrsstraßennummern an Prellsteinen
Im Jahr 1936 wurden die „Fernverkehrsstraßen“ in „Reichsstraßen“ umbenannt.

e 3

### Ring- oder Sammelstraße für Fernverkehr

e 4

### Hauptverkehrsstraße

f

### Straße I. Ordnung

g

## Bis 1938 nachträglich zur StVO hinzugefügte Tafeln sowie zusätzliche Neuerungen

### 1935
In der die Reichs-Straßenverkehrs-Ordnung ergänzenden Verordnung vom 24. September 1935 wurden spezielle Vorgaben und neue Warnzeichen zur Kennzeichnung von Eisenbahnübergängen eingeführt. Diese Neuregelung, die am 1. April 1936 in Kraft trat, galt zunächst noch nicht für Landstraßen I. und II. Ordnung. Konnte die vorgeschriebene Entfernung der Baken von 240, 160 und 80 Metern nicht eingehalten werden, war die tatsächliche Entfernung in schwarzer Schrift über den roten Balken anzugeben.

h 1 Dreistreifige Bake links vor unbeschranktem Eisenbahnübergang
h 2 Dreistreifige Bake rechts vor beschranktem Eisenbahnübergang
h 3 Zweistreifige Bake links
h 4 Einstreifige Bake rechts

### 1936
Am 16. Mai 1936 wurde eine Verordnung zur Änderung der Ausführungsanweisung zur Reichs-Straßenverkehrs-Ordnung, betreffend Verkehrszeichen verabschiedet. Unter anderem wurden die bisherigen Fernverkehrsstraßen in Reichsstraßen umbenannt und eine Zusatztafel eingeführt, auf der bei einer sich rasch hintereinander wiederholenden Gefahr (Kurve oder Querrinne) das jeweilige Sinnbild abgebildet wurde. Vor diesem Sinnbild befand sich eine Zahl, die die Menge der folgenden Gefahrenpunkte angab. Zudem wurden vor wichtigen Abzweigungen und Kreuzungen Vorwegweiser eingeführt, die nicht kleiner als 850 × 1250 Millimeter sein durften. Daneben wurde festgelegt, dass die schwarzen Straßenführungsstriche zur Darstellung von Hauptstraßen 50 Millimeter und für Nebenstraßen 30 Millimeter breit sein sollten.

#### Vor-Wegweiser

e 5
e 6
e 7
e 8
e 9
e 10

#### Zusatztafeln

Baustelle (1937)

Vier aufeinanderfolgende Querrinnen; unterhalb von Warnzeichen a
Drei scharfe Kurven folgen; unterhalb von Warnzeichen b
2 mal wird die Reichsautobahn gekreuzt; unterhalb von Warnzeichen c. Die Kreuzung erfolgte über Brückenbauwerke.

### 1937

In der überarbeiteten Reichs-Straßenverkehrs-Ordnung vom 16. November 1937 war das bereits veraltete Zeichen „Krankenhaus“ nicht mehr enthalten:

## Zusatztafeln
- Baustelle
(1937)

## Regional verordnete Tafeln
Trotz der umfangreichen Beschilderungsmöglichkeiten, die mit der neuen Straßenverkehrs-Ordnung geboten wurden, kam es noch zur Aufstellung regionaler Tafeln an besonders gefährdeten Stellen.

Vorsicht! Langsam Im Stil einer Werbegraphik gestaltete, regional eingesetzte Warnungstafel

## Haltestellenzeichen für Kraftpostlinien
Die mit dem republikanischen Reichsadler unterlegenen Schilder der Reichspost wurden bis 1933 produziert und blieben oft auch nach Einführung neuerer Schilder an ihren Standorten, zumeist Hauswände öffentlicher Gebäude an den ländlichen Hauptstraßen hängen. Nach 1933 wurden jedoch auch neue Schilder hergestellt, nun in den neuen (alten) Farben des Reiches schwarz-weiß-rot. Beide Schilder wurden mit den am 28. Juli 1939 verkündeten Haltestellenzeichen hinfällig.

Haltestellenzeichen für Kraftpostlinien (älteres Schild)
Haltestellenzeichen für Kraftpostlinien (neues Schild)

## Kennzeichen für Wegübergänge in Schienenhöhe
Diese Zeichen an Wegübergängen in Schienenhöhe waren nicht in die Straßenverkehrsordnung aufgenommen worden. Ihre Anordnung und Aufstellung regelte die Deutsche Reichsbahn-Gesellschaft die als Deutsche Reichsbahn ab 1937 unter Reichshoheit gestellt wurde.

### Warnkreuze
Die folgenden drei Zeichen wurden erstmals 1934 in die Sechste Verordnung zur Änderung der Eisenbahn-Bau- und Betriebsordnung vom 20. November 1934 aufgenommen. Diese erschien im Reichsgesetzblatt, Jahrgang 1934, Teil II, S. 1051–1054 und wurde am 10. Dezember 1934 rechtsgültig.

Beschrankter Wegübergang ein- oder mehrgleisig
Unbeschrankter Wegübergang eingleisig
Unbeschrankter Wegübergang mehrgleisig
Beschrankter Wegübergang ein- oder mehrgleisig vor einer Reichsbahn-Einheitsschranke

### Warnlichtanlagen
Durch Erlass des Reichs- und Preußischen Verkehrsministeriums vom 30. Dezember 1935 wurden die Warnlichtanlagen gleichwertig zur Schranke anerkannt und allgemein zugelassen. Zur Sicherung der unbeschrankten Bahnübergängen waren mehrere Warnlichtanlagemodelle im Einsatz.
Ein langsam blinkendes weißes Licht (45 Blinken pro Minute) bedeutete: Der Übergang ist für den Straßenverkehr frei. Ein schnell blinkendes rotes Licht (90 Blinken pro Minute) bedeutete: Halt! Der Übergang ist für den Straßenverkehr gesperrt. Die Blinkzahl wurde unterschiedlich gewählt, damit auch Farbenblinde den Signalwechsel erkennen konnten. Die technisch anspruchsvollste Ausführung war für mehrgleisige unbeschrankte Bahnübergänge vorgesehen. Wenn sich zwei Züge aus beiden Richtungen dem Übergang näherten schaltete sich neben dem obligatorischen roten Blinklicht die Aufschrift „Zwei Züge“ ein und ein Wecker ertönte. Die Paragraphen 79 (1) und 82 der Eisenbahn-Bau- und Betriebsordnung regelten den Umgang mit der Signalanlage. Sowohl die Arme des Warnkreuzes, als auch die weiß-rote Umrandung des Tragschildes waren mit runden Rückstrahlern versehen, um die Zeichen bei Dunkelheit für Kraftfahrer noch besser erkennbar zu machen. Die Warnlichtanlagen wurden elektrisch oder bei fehlender Stromversorgungsmöglichkeit mit Azetylen betrieben.

Warnkreuz mit Doppelwarnlicht für unbeschrankten eingleisigen Bahnübergang, eingeführt 1935
Warnkreuz mit Doppelwarnlicht für unbeschrankten mehrgleisigen Bahnübergang, eingeführt 1935
Warnkreuz mit weißem Warnlicht für unbeschrankten eingleisigen Bahnübergang, 1936 im Einsatz
Warnkreuz mit roten Warnlicht für unbeschrankten eingleisigen Bahnübergang, 1936 im Einsatz
Warnkreuz mit roten Warnlicht, Leuchtaufschrift und Wecker für unbeschrankten mehrgleisigen Bahnübergang, 1936 im Einsatz

### Halt-Schilder
Bahnübergänge wurden nahe der Schienenhöhe zusätzlich durch weiße, rechteckige Warnschilder gesichert, die meistens einen schwarzen Rand besaßen. Diese oft aus Blech gestanzten Schilder trugen nicht einheitlich geregelte Aufschriften, die den Straßenbenutzer auf die Gefahren und/oder Verbote an beschrankten und unbeschrankten Bahnübergängen aufmerksam machen sollte. All diesen Schildern war zu eigen, dass sie mit dem besonders groß geschriebenen Wort „Halt!“ begannen.

## Autobahnbeschilderung
Folgende Zeichen waren nicht in der Neufassung enthalten und blieben in Westdeutschland größtenteils bis zur StVO-Novelle von 1956 unverändert erhalten. Auch bei der Autobahnbeschilderung wurde die Farbgebung der Reichs-Straßenverkehrs-Ordnung angewandt. In der Regel waren die großen Autobahntafeln aus Holz und Sperrholz gefertigt. Sie besaßen eine weiße Umrandung, die entweder aufgemalt oder als Holzrahmung ausgeführt sein konnte. Die Buchstaben wurden aufgemalt oder waren in einigen Fällen zusätzlich auch plastisch ausgeführt.
Ab 1937 wurde damit begonnen, die bis dahin hellen Betonfahrbahnen schwarz zu färben, um im Kriegsfall feindlichen Flugzeugen keine Orientierung zu bieten. Im selben Jahr wurden auch Planungen für die Kennzeichnung von Wildwechseln für die Beschilderung der Autobahnen vorgenommen. Bereits in diesem Jahr kam es an den Autobahnen zu einer ersten Aufstellung entsprechender Schilder. Doch erst 1938 wurde die Wildwechselbeschilderung, die es mit dem Sinnbild des Hirsches, des Rehes und des Wildschweines gab, versuchsweise zum Teil der Ausstattung von Autobahnen. Man hoffte, die Tafeln möglicherweise wieder abbauen zu können, wenn sich die Tiere an die Veränderungen ihres Lebensraums gewöhnt und neue Futterplätze gefunden hatten.
Am 9. Dezember 1937 gab der Generalinspektor für das deutsche Straßenwesen (GI), Fritz Todt, unter anderem bekannt, dass auf Anordnung Adolf Hitlers sofort alle Schilder der Reichsautobahn auch nur noch die Bezeichnung „Reichsautobahn“ tragen durften. Wegweiser, die nur das Wort „Autobahn“ wiedergaben, waren damit ebenso wenig mehr zulässig, wie jene mit dem teils noch genutzten Wort „Kraftfahrbahn“. Entsprechende Schilder waren zu ändern.

### Wegweiser zur Autobahn

Wegweiser zur Autobahn mit Zusatztafel. Schild aus der ersten Serie von Autobahnwegweisern, das ab Dezember 1937 in dieser Form nicht mehr zulässig war. (1937)

### Tafeln im Mittelstreifen

Autobahnausfahrt-Ankündigungstafel 1000 Meter (1937)
Autobahnausfahrt-Ankündigungstafel kurz vor dem Autobahnende (1936)

### Tafeln am rechten Fahrbahnrand
Die auch als „Hauptschilder“ bezeichneten Autobahnausfahrt-Vorwegweiser wurden leicht angewinkelt zur Fahrbahn hin aufgestellt und waren 2,50 Meter breit und 1,80 Meter hoch. Wie weiter oben bereits festgestellt, wurden 1937/1938 die Tafeln zur Ankündigung von Wildwechseln versuchsweiser Teil der Autobahnausstattung. Von den Schildern gab es drei mehr oder weniger standardisierte Ausführungen. Je nach Ausführung und Genauigkeit des Schildermalers konnte es zu Abweichungen bei den Darstellungen kommen. Die Umrisse der Sinnbilder wurde durch runde Reflektoren nachgezeichnet.

Hauptschild – Autobahnausfahrt-Vorwegweiser (1936)
Wildwechsel durch Hirsche auf 800 Metern (1937)
Wildwechsel durch Wildschweine auf 1200 m (1937)
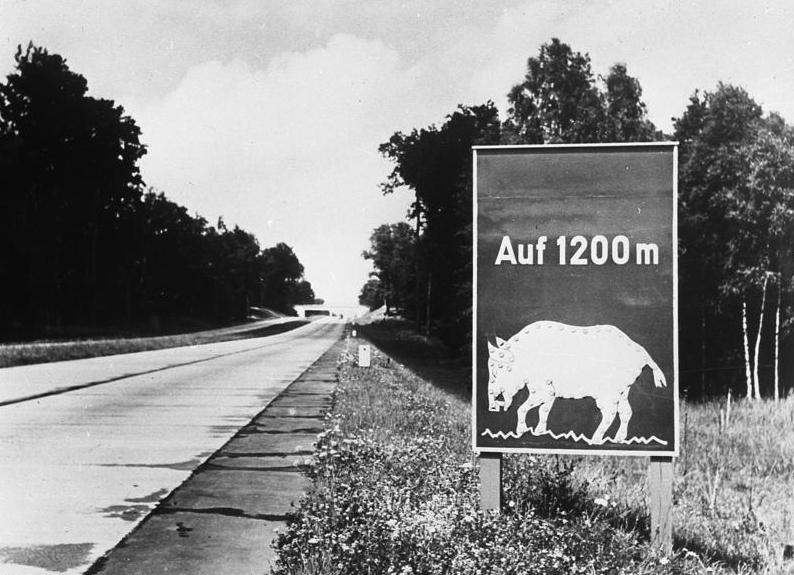
Wildwechselankündigung auf der Reichsautobahn Berlin – Stettin. Die Reflektoren sind deutlich sichtbar.
Pfeilschild „Ausfahrt“ (vor 1937)

### Tafeln an Ausfahrten zu Rasthäusern

Pfeilschilder „Tankstelle“ und „Rasthaus“ zu einem Rasthaus (Autobahn München–Salzburg)[22] Das Sinnbild „T“ im Kreis wurde in der BRD bis 1971 verwendet. (1937)
Pfeilschild „Einfahrt“ zu einem Rasthaus (Autobahn München–Salzburg) (1937) Entsprechende Schilder standen auch an den direkten Autobahnzufahrten